# ツムギアリ
ツムギアリ（Oecophylla smaragdina）はハチ目・アリ科に分類されるアリの一種である。

## 特徴
体長は7-12mmほどで、薄茶色。肢が長い。樹上に葉を丸めてくっつけた巣をつくる。働きアリたちが協力して葉を顎と後肢で寄せ集め、別の働きアリが大腮で咥えてもってきたツムギアリの幼虫の糸（ヤマアリ亜科のアリは本来、繭をつくるために糸を吐くが、ツムギアリの幼虫はこの糸を巣作りにのみ用い繭をつくることはない。）で木の葉どうしをくっつける。これを繰り返すことによって、直径15-20cmほどの巣をつくる。
非常に獰猛かつ攻撃的な性格で、自分の体の大きさの何倍もある昆虫、ときにはトカゲなども捕まえて集団で巣に持ち帰る。
ヤマアリ亜科の他のアリと同様に毒腺でギ酸を主成分とする毒を分泌し、外敵や獲物を攻撃するときに尾端から噴出する。この攻撃行動は非常に苛烈で、巣を誤って叩いてしまうと多数のツムギアリが出てきて大顎での噛みつきと相まって、非常に痛い。

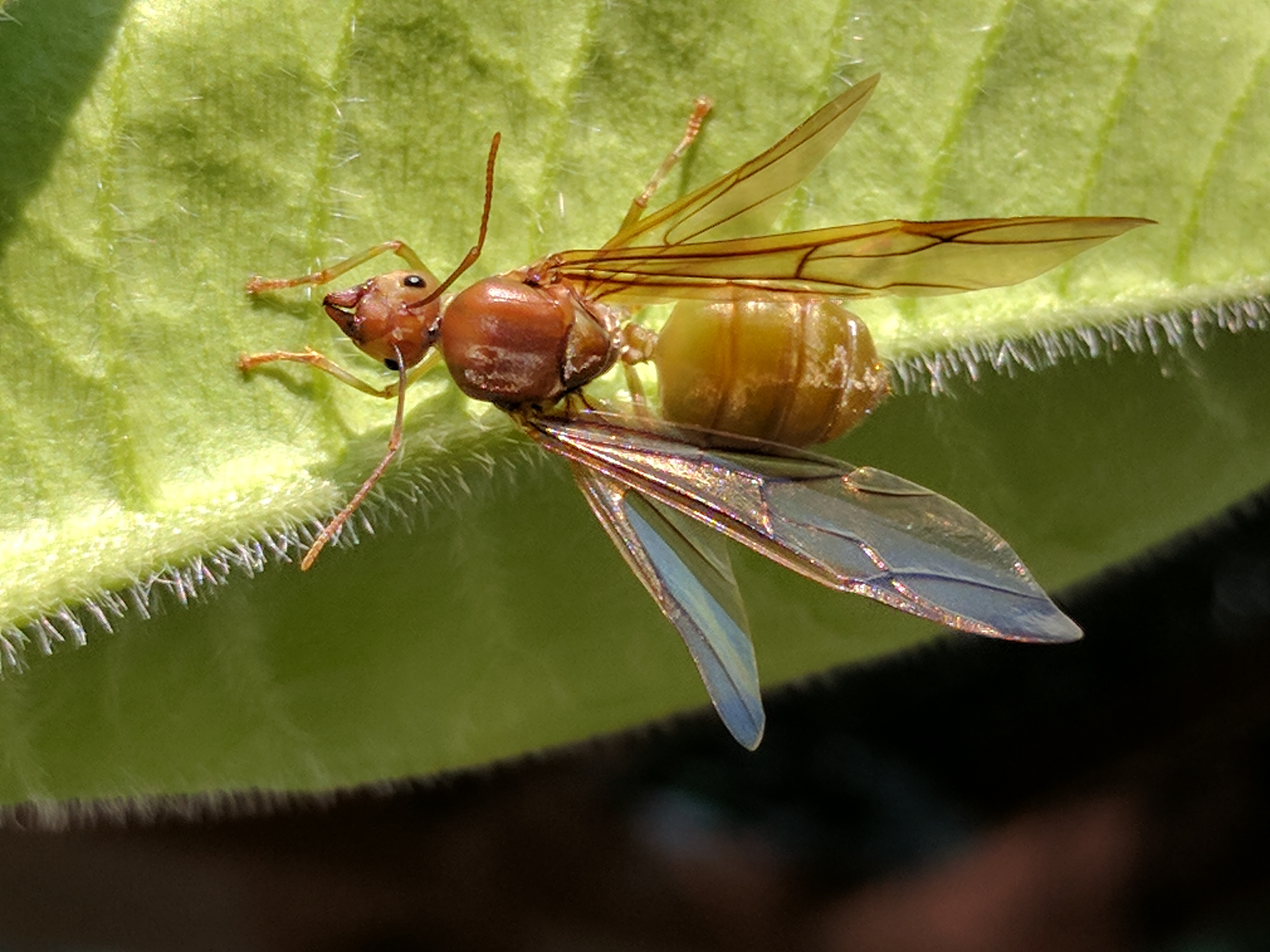
女王アリ
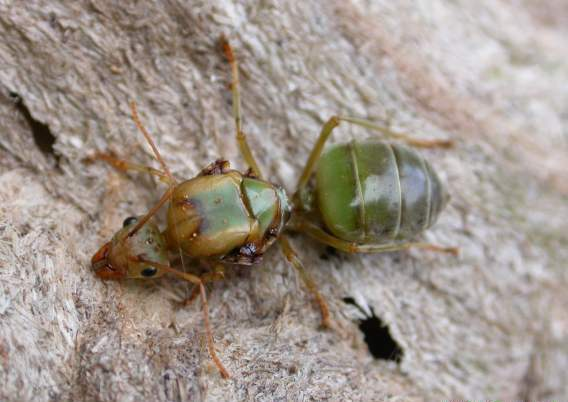
翅がない女王アリ
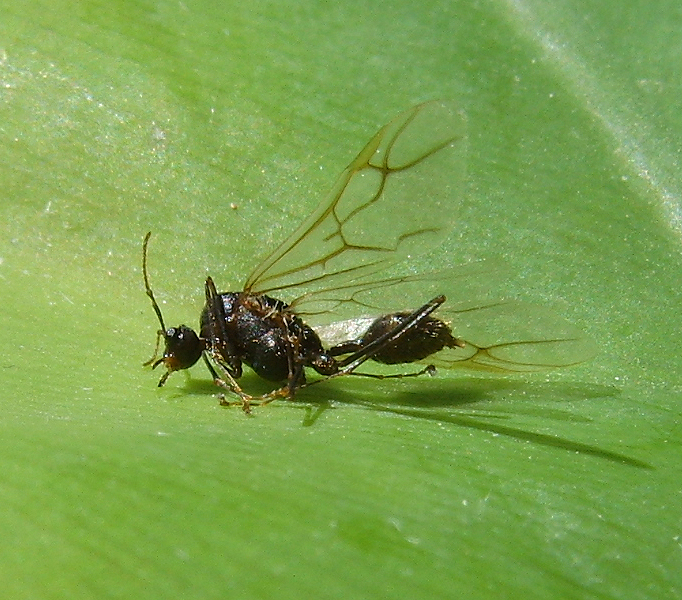
有翅オス
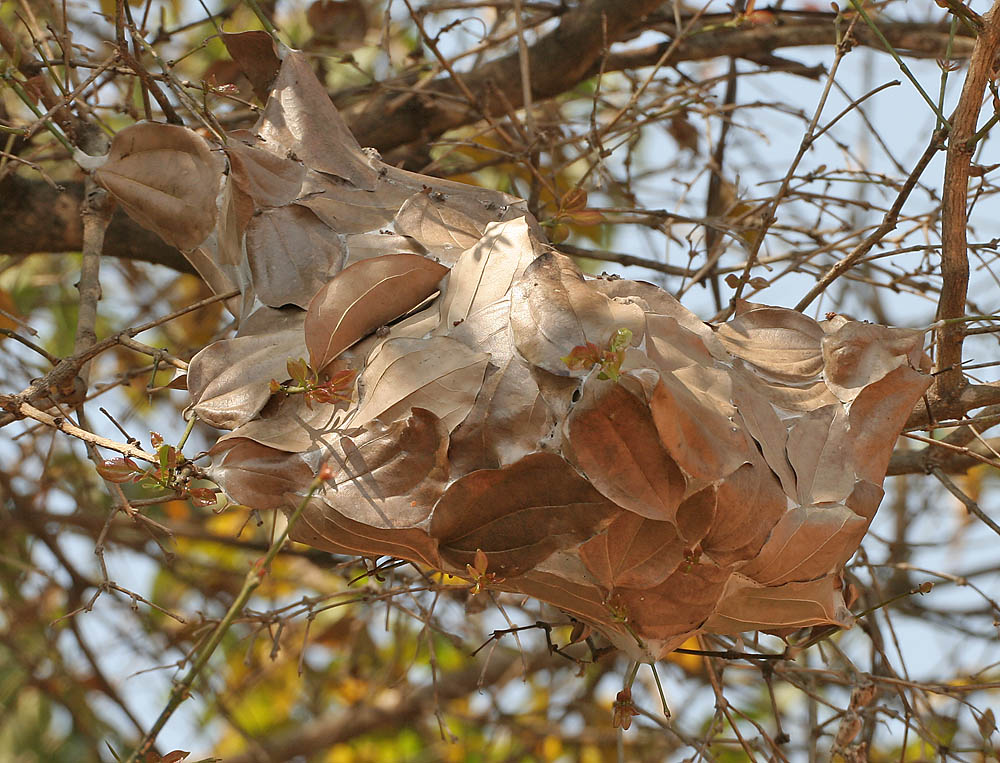
樹上のツムギアリの巣
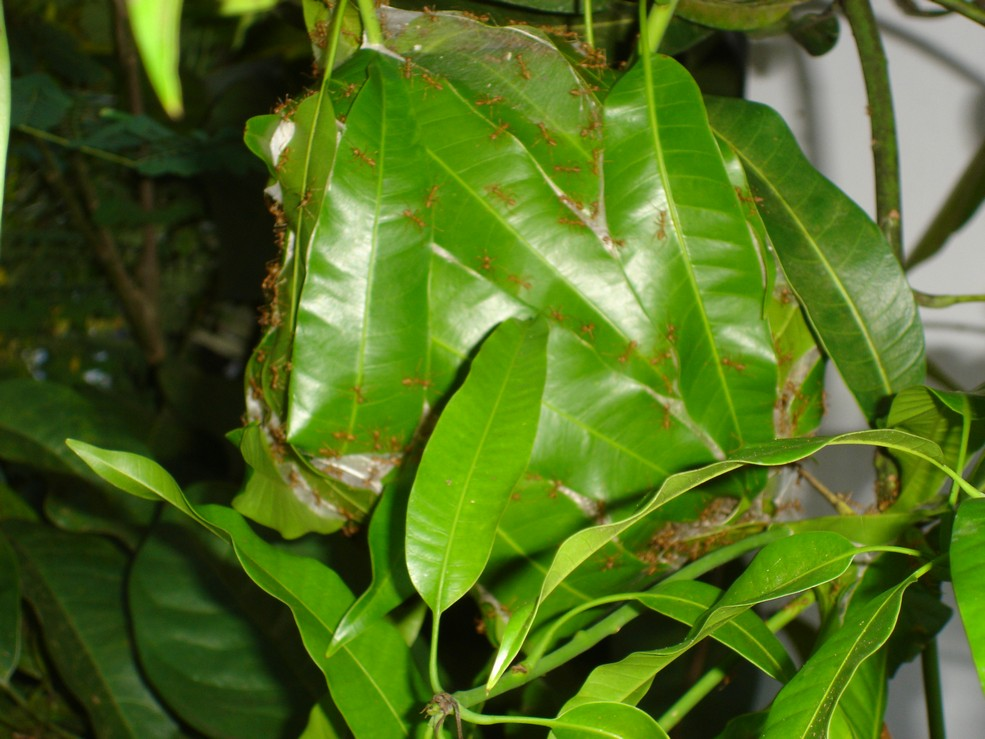
マンゴーの葉を使ったツムギアリの巣
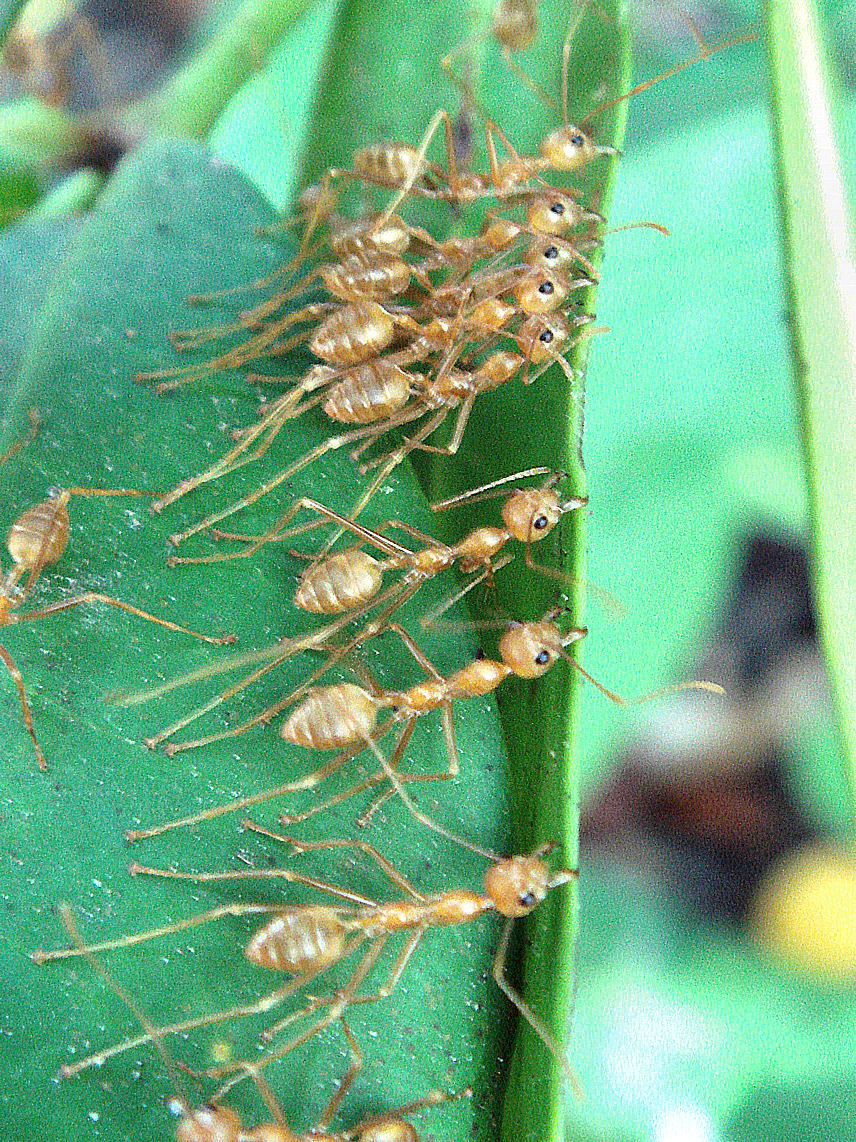
巣作り中のアリ。

## 分布
中国南部、南アジア、オーストラリアなどに分布する。

## 利用

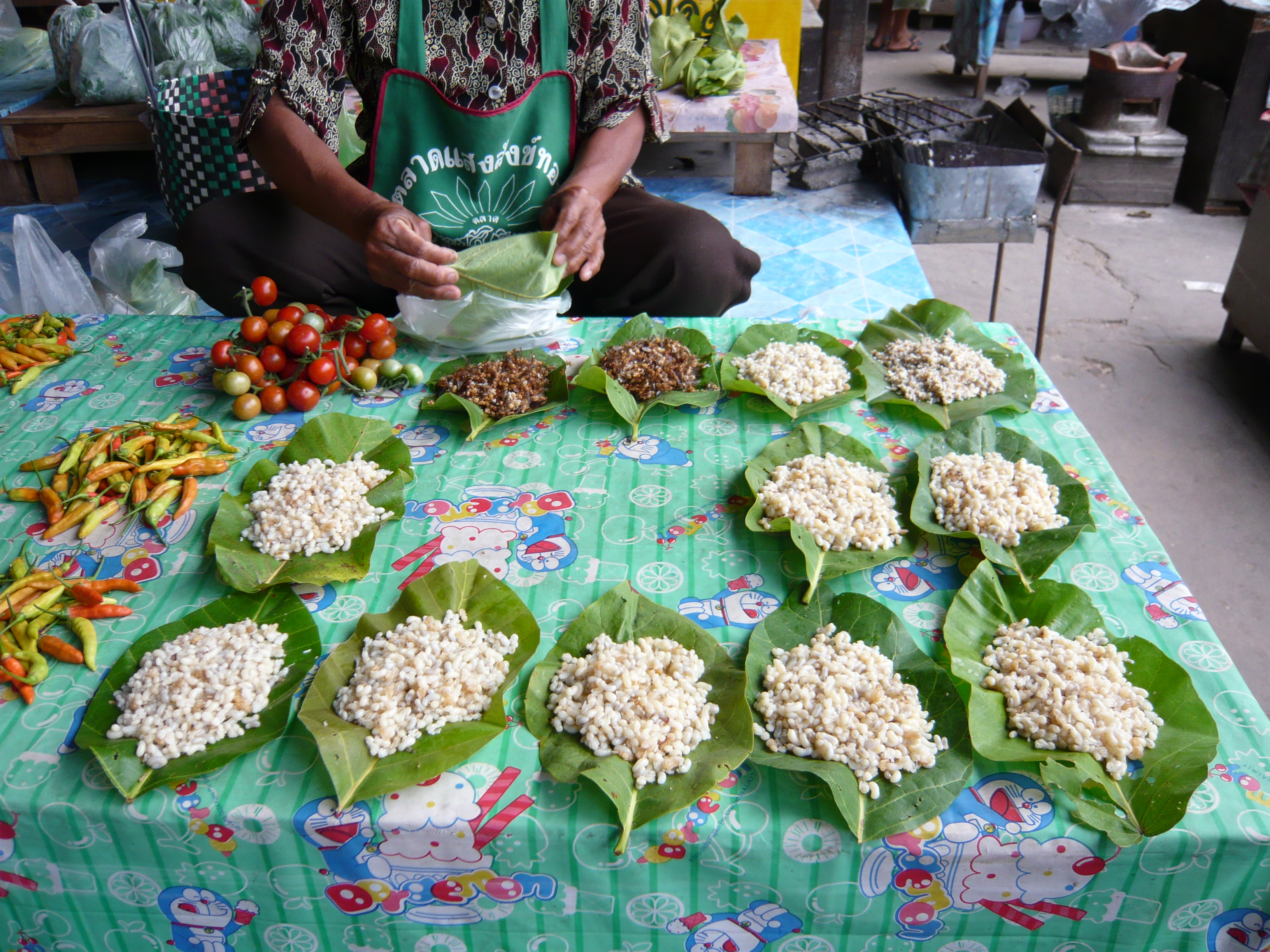
タイ東北部イーサーンの市場で売られる幼虫

東南アジア諸国および中国・インドで伝統療法の薬として用いられる。タイでは東北地方を中心に食用として女王アリ・働きアリ・幼虫、卵（蛹と卵はカイモッデーンと呼ばれる）ともども利用される。21世紀に入っても食材としての需要が伸びており、1kgあたり100-200バーツ程度で小売されている。これは現地の食肉の価格と比べてもやや高い。採取時期は晩冬から春。オーストラリアでは水に混ぜて飲まれる。
ギ酸により味はレモンのような酸味があるが、そのような味である理由はわかっていない。